# Diócesis de Civitavecchia-Tarquinia
La diócesis de Civitavecchia-Tarquinia (en latín: Dioecesis Centumcellarum-Tarquiniensis y en italiano: Diocesi di Civitavecchia-Tarquinia) es una circunscripción eclesiástica de la Iglesia católica en Italia. Se trata de una diócesis latina, inmediatamente sujeta a la Santa Sede. Desde el 18 de junio de 2020 su obispo es Gianrico Ruzza.

## Territorio y organización

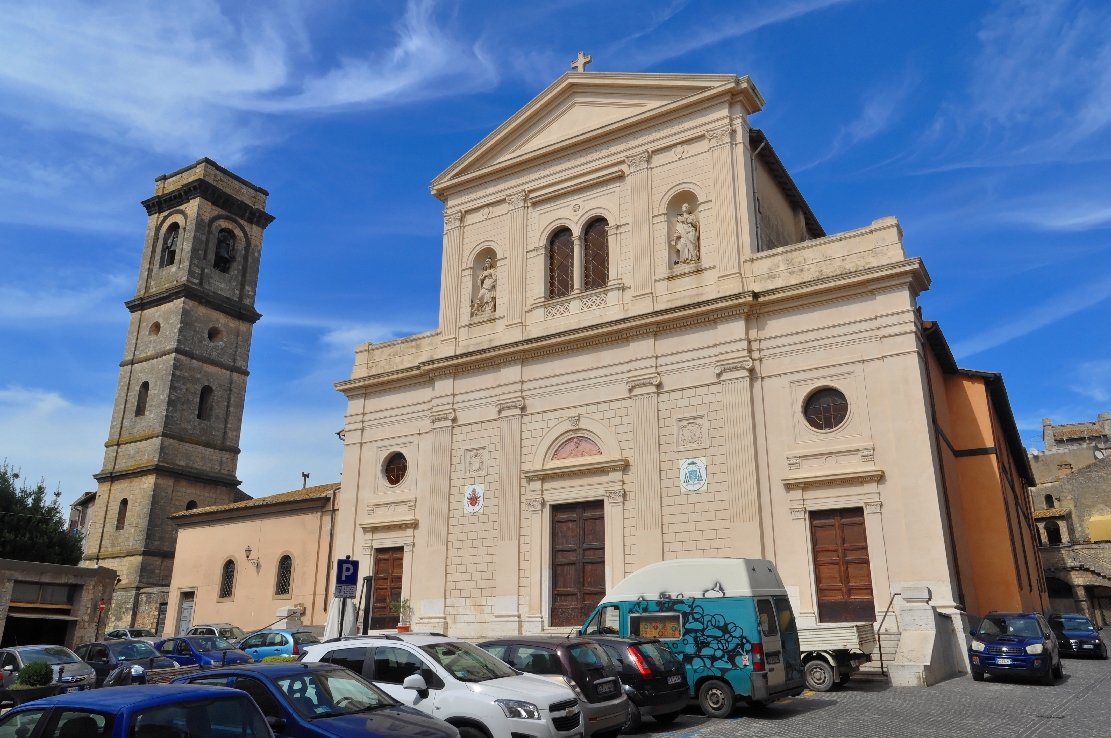
Concatedral de Santa Margarita y San Martín, en Tarquinia

La diócesis tiene 876 km² y extiende su jurisdicción sobre los fieles católicos de rito latino residentes en 6 comunas de la región del Lacio: en provincia de Viterbo las comunas de Tarquinia, Monte Romano y Montalto di Castro; en la ciudad metropolitana de Roma Capital las comunas de Civitavecchia, Allumiere y Tolfa (excepto la fracción de Santa Severa Nord que pertenece a la sede suburbicaria de Porto-Santa Rufina). Al oeste se encuentra la diócesis de Ajaccio, al norte la diócesis de Pitigliano-Sovana-Orbetello, al noreste la diócesis de Viterbo, al este la diócesis de Civita Castellana y al sureste la sede suburbicaria de Porto-Santa Rufina. Pertenece a la región eclesiástica de Lacio.
La sede de la diócesis se encuentra en la ciudad de Civitavecchia, en donde se halla la Catedral de San Francisco de Asís. En Tarquinia se encuentra la Concatedral de Santa Margarita y San Martín.
En 2021 en la diócesis existían 27 parroquias agrupadas en 2 zonas pastorales:
- Zona pastoral de Civitavecchia, que comprende las comunas de Allumiere, Civitavecchia y Tolfa;
- Zona pastoral de Tarquinia, que comprende las comunas de Montalto di Castro, Monte Romano y Tarquinia.

## Historia
La diócesis actual es el resultado de la unión, establecida en 1986, de dos antiguas sedes episcopales: Civitavecchia (Centumcellae), atestiguada en el siglo IV y restaurada en 1825; y Tarquinia, conocida desde el siglo V y restaurada, con el nombre de Corneto, en 1435.

### Diócesis de Tarquinia
Tarquinia fue una antigua sede episcopal que se remonta al menos al siglo V. Se conocen tres obispos de ella: Apuleyo, que participó en el sínodo romano de 465; Proiettizio, presente en el Concilio de Letrán convocado por el papa Félix III en 487; y Luciano, que asistió al sínodo romano convocado por el papa Símaco en 499 y quizás también al celebrado por el papa Gelasio I en 495. Posteriormente la ciudad cayó en ruinas y con ella también desapareció la diócesis.
En el siglo IX Tarquinia era una simple parroquia rural, la plebe Sanctae Mariae in Tarquinio en el territorialum Corgnetanense, dependiente del obispo de Toscanella, como lo documenta un diploma del papa León IV al obispo toscano Virbono II (852). El topónimo "Corneto" (Corgnetum o Cornietum), atestiguado a partir del siglo VIII, hace referencia a la nueva ciudad que surgió cerca de la antigua Tarquinia. En su territorio existía una cella Sanctae Mariae de Minione, documentada en 857, mientras que en el centro habitado existía una ecclesia Sancti Fortunati de Corneto mencionada en un rescripto del papa Celestino III de 1196; la única iglesia con pila bautismal era la de Santa María de Castello, mencionada en una bula del papa Honorio III en 1221.
A partir de 1192 el territorio de Corneto quedó sometido a los obispos de Viterbo después de que el papa Celestino III uniera la diócesis de Tuscania a la de Viterbo.
La diócesis de Corneto fue erigida el 5 de diciembre de 1435 con la bula In supremae dignitatis del papa Eugenio IV, derivando el territorio de la diócesis de Viterbo y Tuscania. La diócesis, que incluía únicamente la ciudad de Corneto, estaba unida a la diócesis de Montefiascone, aunque los territorios de las dos diócesis no eran contiguos.
El primer obispo de las sedes unidas fue Pietro Dell'Orto (1435-1438), trasladado desde la sede de Nepi. Su sucesor, Bartolomeo Vitelleschi, era sobrino del poderoso cardenal Giovanni Maria Vitelleschi, «el artífice de la elevación de Corneto al rango de civitas y diócesis»; Bartolomeo completó la construcción de la catedral de los Santos Margarita y Martín, donde hizo enterrar los restos de su tío, y en 1463 hizo publicar las Constitutiones diocesanae, de las que «surgieron el magisterio del obispo y la centralidad de la catedral, la liturgia y anticipó, no sólo en espíritu, la normalización que un siglo después resultaría del Concilio de Trento".
Con la peste de 1504 se inició para Corneto un largo período de decadencia y en los dos siglos siguientes la ciudad experimentó un notable descenso demográfico. En 1710 se descubrieron en Corneto las reliquias de santa Ferma, protectora de Civitavecchia; el 25 de marzo de 1713 fueron expuestos solemnemente a la veneración pública y luego enterrados en la catedral cornetana. En el siglo XVIII Corneto contó con la presencia de santa Lucía Filippini y san Pablo de la Cruz, quienes fundaron allí la ermita y convento de las pasionistas (1759 y 1771).

### Diócesis de Civitavecchia
La presencia de una comunidad cristiana en Centumcellae se remonta al menos al siglo III. La ciudad fue lugar de exilio de cristianos de alto rango; según la tradición, el papa Cornelio terminó sus días exiliado en Centocelle en el año 253; todavía en Centocelle sufrieron el martirio los santos romanos Secondianus, Verianus y Marcellianus, recordados en el martirologio Geronimiano.
La diócesis está atestiguada por primera vez a principios del siglo IV con el obispo Epitetto I, que participó en el Concilio de Arlés en el año 314. En la segunda mitad del siglo, la sede de Centocelle fue ocupada por un obispo arriano, Epitet II, "hereje y servidor del emperador Constancio II", en palabras de Lucifer de Cagliari, definido como histrión por san Atanasio; estuvo entre los consagradores del antipapa Félix II y participó en el Concilio de Rímini en 359.
Los obispos de Centocelle son conocidos hasta el siglo XI, siendo el obispo Azzo, presente en los concilios romanos convocados por el papa Benedicto IX en 1036 y por el papa León IX en 1050. Posteriormente la diócesis, junto con la de Blera, se unió a la diócesis de Tuscania; en la iglesia de San Pedro de Tuscania hay mención de Richardus, praesul Tuscanus, Centumcellicus atque Bledanus, señal clara de que en aquella época (1093) las tres diócesis estaban unidas. Es la última mención de la diócesis de Centocelle. Cuando en 1192 la diócesis de Tuscania se unió a su vez con la de Viterbo, el territorio de Centocelle, entonces llamado Civitas vetula, pasó a formar parte de las posesiones de los obispos de Viterbo y permaneció así durante los siguientes seis siglos y medio.
El descubrimiento del alumbre, fundamental en el sector tintorero, en los montes de la Tolfa a mediados del siglo XV, supuso un punto de inflexión en el desarrollo de Civitavecchia, con un considerable aumento demográfico; su puerto, desde donde partían barcos cargados de alumbre para toda Europa, se convirtió en el puerto privilegiado de la marina de guerra pontificia y luego en el principal puerto de mercancías, peregrinos y viajeros con destino a Roma. Además, la ciudad se convirtió en la sede de un gobernador papal, colocándola así al mismo nivel que Viterbo. Desde el punto de vista religioso, la ciudad incluía sólo una parroquia, la iglesia de Santa María, oficiada por los dominicos, a la que se añadió, a principios del siglo XIX, la parroquia de San Francisco, gobernada por el conventuales.
El 10 de diciembre de 1825, con la bula De Dominici gregis, el papa León XII estableció la diócesis de Civitavecchia, obteniendo el territorio de la diócesis de Viterbo y Tuscania, y al mismo tiempo lo unió a la diócesis de Porto y Santa Rufina. En memoria de la antigua sede de Centocelle, a la nueva diócesis se le asignó el título eclesiástico de dioecesis Centumcellarum.
La iglesia de San Francisco fue construida como catedral. El primer obispo de la diócesis de Civitavecchia fue el cardenal Bartolomeo Pacca, antiguo propietario de la iglesia de Porto y de Santa Rufina.
El 5 de septiembre de 1850, en virtud del decreto consistorial Omnium Ecclesiarum sollicitudo, las ciudades de Tolfa y Allumiere fueron separadas de la diócesis de Sutri y anexadas a la de Civitavecchia.

### Diócesis de Civitavecchia-Tarquinia
El 14 de junio de 1854, con la bula Romani Pontificis, el papa Pío IX suprimió las uniones anteriores con Montefiascone y con Porto y Santa Rufina, y unió aeque principaliter las diócesis de Corneto y Civitavecchia. En deferencia a la antigua sucesión de los obispos de Corneto, se le concedió el privilegio del primer lugar en la nueva denominación de la diócesis de Corneto y Civitavecchia y la precedencia en la ceremonia de toma de posesión.
En 1872 la ciudad de Corneto tomó el antiguo nombre de Tarquinia y la diócesis de Corneto cambió su nombre por el de diócesis de Tarquinia.
El 30 de septiembre de 1986, en virtud del decreto Instantibus Votis de la Congregación para los Obispos, se estableció la unión plena de las sedes de Tarquinia y Civitavecchia, que dio lugar al nacimiento de la actual diócesis de Civitavecchia-Tarquinia.
La iglesia de San Agustín, en las afueras de Civitavecchia, ha sido destino de continuas peregrinaciones ya que alberga la Madonnina di Civitavecchia, una estatua que, del 2 de febrero al 15 de marzo de 1995, derramó lágrimas de sangre catorce veces; Los órganos competentes de la Santa Sede aún no se han pronunciado sobre este supuesto milagro.
En 2001 se inauguró en Tarquinia el "Museo Diocesano Carlo Chenis", dedicado al obispo Carlo Chenis y ubicado en las instalaciones del antiguo palacio episcopal tarquiniano, construido por Pompeo Aldrovandi entre 1734 y 1752.
Desde el 12 de febrero de 2022 está unida in persona episcopi a la sede suburbicaria de Porto-Santa Rufina.
En marzo de 1987 recibió la visita apostólica del papa Juan Pablo II.

## Estadísticas
Según el Anuario Pontificio 2022 la diócesis tenía a fines de 2021 un total de 103 660 fieles bautizados.
| Año                                                                             | Población            | Población | Población      | Sacerdotes | Sacerdotes    | Sacerdotes    | Bautizados por sacerdote | Diáconos permanentes | Religiosos | Religiosos | Parroquias |
| Año                                                                             | Bautizados católicos | Total     | % de católicos | Total      | Clero secular | Clero regular | Bautizados por sacerdote | Diáconos permanentes | Varones    | Mujeres    | Parroquias |
| ------------------------------------------------------------------------------- | -------------------- | --------- | -------------- | ---------- | ------------- | ------------- | ------------------------ | -------------------- | ---------- | ---------- | ---------- |
| 1949                                                                            | 66 949               | 66 949    | 100.0          | 23         | 22            | 1             | 2910                     |                      | 30         | 206        | 12         |
| 1969                                                                            | 76 098               | 77 008    | 98.8           | 76         | 41            | 35            | 1001                     |                      | 39         | 280        | 23         |
| 1980                                                                            | 78 000               | 78 700    | 99.1           | 77         | 36            | 41            | 1012                     |                      | 46         | 235        | 28         |
| 1990                                                                            | 85 000               | 88 000    | 96.6           | 62         | 35            | 27            | 1370                     | 4                    | 28         | 187        | 25         |
| 1999                                                                            | 136 000              | 151 100   | 90.0           | 78         | 49            | 29            | 1743                     | 5                    | 35         | 190        | 25         |
| 2000                                                                            | 136 000              | 151 100   | 90.0           | 76         | 46            | 30            | 1789                     | 6                    | 35         | 170        | 25         |
| 2001                                                                            | 130 000              | 140 000   | 92.9           | 66         | 44            | 22            | 1969                     | 7                    | 26         | 167        | 25         |
| 2002                                                                            | 82 000               | 85 000    | 96.5           | 70         | 44            | 26            | 1171                     | 7                    | 31         | 170        | 26         |
| 2003                                                                            | 82 000               | 85 000    | 96.5           | 77         | 49            | 28            | 1064                     | 10                   | 40         | 158        | 26         |
| 2004                                                                            | 82 000               | 85 000    | 96.5           | 68         | 48            | 20            | 1205                     | 10                   | 22         | 163        | 26         |
| 2006                                                                            | 82 752               | 85 746    | 96.5           | 68         | 47            | 21            | 1216                     | 9                    | 23         | 157        | 26         |
| 2013                                                                            | 103 870              | 106 870   | 97.2           | 72         | 47            | 25            | 1442                     | 15                   | 27         | 112        | 27         |
| 2016                                                                            | 106 200              | 109 100   | 97.3           | 73         | 50            | 23            | 1454                     | 16                   | 25         | 103        | 27         |
| 2019                                                                            | 103 800              | 106 700   | 97.3           | 71         | 48            | 23            | 1461                     | 19                   | 25         | 103        | 27         |
| 2021                                                                            | 103 660              | 106 660   | 97.2           | 68         | 45            | 23            | 1524                     | 19                   | 25         | 103        | 27         |
| Fuente: Catholic-Hierarchy, que a su vez toma los datos del Anuario Pontificio. |                      |           |                |            |               |               |                          |                      |            |            |            |

## Episcopologio

### Obispos de Civitavecchia
- Epitetto I † (mencionado en 314)[13]
  - Epitetto II † (antes de 356-después de 359)[13] (obispo arriano)
- Pascasio † (mencionado en 487)[13]
- Molensio † (antes de 495?-después de 499)[13]
- Caroso † (mencionado en 531)[13]
- Lorenzo † (mencionado en 559)[13]
- Domenico I † (antes de 590-después de 595)[13]
- Martino † (mencionado en 649)
- Stefano † (mencionado en 769)[14]
- Pietro I † (mencionado en 826)
- Domenico II † (antes de 853[15]-después de 861)
- Valentino † (mencionado en 940 circa)
- Pietro II † (mencionado en 1015)[16]
- Azzo † (antes de 1036-después de 1050)[16]
- Riccardo † (mencionado en 1093)[16]
  - Sede suprimida (siglo XI-1825)
  - Sede restaurada y unida a Porto y Santa Rufina (1825-1854)

### Obispos de Tarquinia
- Apuleio † (mencionado en 465)[13]
- Proiettizio † (mencionado en 487)[13]
- Luciano † (antes de 495?-después de 499)[13]
  - Sede suprimida
  - Sede restaurada con el nombre de Corneto y unida a Montefiascone (1435-1854)

### Obispos ei Montefiascone y Corneto
- Pietro dall'Orto † (12 de diciembre de 1435-6 de marzo de 1438 nombrado obispo de Massa y Populonia)
  - Valentino † (1438) (obispo electo)[nota 1]
- Bartolomeo Vitelleschi † (17 de marzo de 1438-23 de marzo de 1442 depuesto)
- Francesco Marerio † (23 de marzo de 1442-1449 falleció)
- Bartolomeo Vitelleschi † (21 de julio de 1449-13 de diciembre de 1463 falleció) (por segunda vez)
- Angelo Vitelleschi † (1464-?)
- Gisberto Tolomei † (1467-1479 falleció)[nota 2]
- Domenico della Rovere † (24 de agosto de 1479[nota 3]-22 de abril de 1491 renunció)
- Serafino Panuflazio † (1491-1496 falleció)
- Giovanni Tolomei † (1496-27 de abril de 1499 falleció)
- Alessandro Farnese † (28 de abril de 1499[nota 4]-23 de marzo de 1519 renunció, luego electo papa con el nombre de Paulo III)
  - Lorenzo Pucci † (23 de marzo de 1519-13 de abril de 1519 renunció) (administrador apostólico)
  - Ranuccio Farnese † (13 de abril de 1519-1528 renunció) (administrador apostólico)
  - Guido Ascanio Sforza † (12 de noviembre de 1528-1548 renunció) (administrador apostólico)
- Ubaldino Bandinelli † (4 de junio de 1548-circa 1550 renunció)
  - Guido Ascanio Sforza † (circa 1550-1551 renunció) (administrador apostólico, por segunda vez)
- Achille Grassi † (21 de agosto de 1551-1553 renunció)
  - Guido Ascanio Sforza † (1553-1555 renunció) (administrador apostólico, por tercera vez)
- Carlo Grassi † (20 de diciembre de 1555-25 de marzo de 1571 falleció)
  - Alessandro Farnese il Giovane † (1571-22 de agosto de 1572 renunció) (administrador apostólico)
- Ferdinando Farnese † (27 de agosto de 1572-30 de marzo de 1573 nombrado obispo de Parma)
- Francesco Guinigi † (8 de abril de 1573-junio de 1578 falleció)
- Vincenzo Fucheri † (29 de junio de 1578-agosto de 1580 falleció)
- Girolamo Bentivoglio † (7 de octubre de 1580-12 de abril de 1601 falleció)
- Paolo Emilio Zacchia † (14 de mayo de 1601-31 de mayo de 1605 falleció)
- Laudivio Zacchia † (17 de agosto de 1605-13 de mayo de 1630 renunció)
- Gasparo Cecchinelli † (13 de mayo de 1630-7 de marzo de 1666 falleció)
- Paluzzo Paluzzi Altieri Degli Albertoni † (29 de marzo de 1666-19 de mayo de 1670 nombrado arzobispo de Ravena)
- Domenico Massimo † (18 de marzo de 1671-31 de diciembre de 1685 falleció)
- Marco Antonio Barbarigo † (7 de julio de 1687-26 de mayo de 1706 falleció)
- Sebastiano Pompeo Bonaventura † (15 de noviembre de 1706-26 de abril de 1734 falleció)
- Pompeo Aldrovandi † (9 de julio de 1734-6 de enero de 1752 falleció)
- Saverio Giustiniani † (14 de enero de 1754-13 de enero de 1771 falleció)
- Francesco Maria Banditi, C.R. † (30 de marzo de 1772-26 de mayo de 1775 renunció)
- Giuseppe Garampi † (20 de mayo de 1776-4 de mayo de 1792 falleció)
- Jean-Siffrein Maury † (21 de febrero de 1794-24 de marzo de 1816 renunció)
  - Sede vacante (1816-1820)
- Bonaventura Gazola, O.F.M.Ref. † (21 de febrero de 1820-29 de enero de 1832 renunció)
- Giuseppe Maria Velzi, O.P. † (2 de julio de 1832-23 de noviembre de 1836 falleció)
- Gabriele Ferretti † (19 de mayo de 1837-2 de octubre de 1837 nombrado arzobispo de Fermo)
- Filippo de Angelis † (15 de febrero de 1838-27 de enero de 1842 nombrado arzobispo de Fermo)
- Nicola Mattei Baldini † (27 de enero de 1842-23 de octubre de 1843 falleció)
- Niccola Clarelli Parracciani † (22 de enero de 1844-junio de 1854 renunció)

### Obispos de Corneto (Tarquinia) y Civitavecchia
- Camillo Bisleti † (23 de junio de 1854-28 de junio de 1868 falleció)
- Francesco Giuseppe Gandolfi † (24 de septiembre de 1868-24 de enero de 1882 renunció)[nota 5]
- Angelo Rossi † (24 de enero de 1882-14 de octubre de 1906 falleció)
- Giovanni Beda Cardenal, O.S.B. † (27 de mayo de 1907-3 de febrero de 1910 nombrado delegado apostólico en la arquidiócesis de Perugia[nota 6])
- Pacifico Fiorani † (10 de marzo de 1910-12 de mayo de 1917 nombrado obispo de Osimo y Cingoli)
- Luca Piergiovanni † (10 de noviembre de 1917-21 de septiembre de 1925 falleció)
- Emilio Cottafavi[nota 7] † (7 de mayo de 1926-7 de abril de 1931 falleció)
- Luigi Drago † (3 de marzo de 1932-4 de noviembre de 1944 falleció)
- Giulio Bianconi † (25 de julio de 1945-11 de septiembre de 1976 retirado)
- Antonio Mazza † (11 de septiembre de 1976-20 de agosto de 1983 nombrado obispo de Plasencia)
- Girolamo Grillo † (20 de diciembre de 1983-30 de septiembre de 1986 nombrado obispo de Civitavecchia-Tarquinia)

### Obispos de Civitavecchia-Tarquinia
- Girolamo Grillo † (30 de septiembre de 1986-21 de diciembre de 2006 retirado)
- Carlo Chenis, S.D.B. † (21 de diciembre de 2006-19 de marzo de 2010 falleció)
- Luigi Marrucci † (25 de noviembre de 2010-18 de junio de 2020 retirado)
- Gianrico Ruzza, desde el 18 de junio de 2020

### Para la sede de Civitavecchia
- (en latín) Ferdinando Ughelli, Italia sacra, vol. X, 1722, col. 55-57
- (en italiano) Francesco Lanzoni, Le diocesi d'Italia dalle origini al principio del secolo VII (an. 604), vol. I, Faenza, 1927, pp. 519-521
- (en italiano) Giuseppe Cappelletti, Le Chiese d'Italia dalla loro origine sino ai nostri giorni, vol. I, Venecia, 1844, pp. 529-535
- (en latín) Paul Fridolin Kehr, Italia Pontificia, vol. II, Berlín, 1907, pp. 200-203
- (en latín) Pius Bonifacius Gams, Series episcoporum Ecclesiae Catholicae, Graz, 1957, pp. XI-XII

### Para la sede de Corneto/Tarquinia
- (en latín) Ferdinando Ughelli, Italia sacra, vol. I, segunda edición, Venecia, 1717, col. 975-990; vol. X, Venecia 1722, col. 169-170
- (en italiano) Francesco Lanzoni, Le diocesi d'Italia dalle origini al principio del secolo VII (an. 604), vol. I, Faenza, 1927, pp. 521-522
- (en italiano) Giuseppe Cappelletti, Le Chiese d'Italia dalla loro origine sino ai nostri giorni, vol. V, Venecia, 1846, pp. 649-689
- (en latín) Paul Fridolin Kehr, Italia Pontificia, vol. II, Berlín, 1907, pp. 203-204
- (en latín) Pius Bonifacius Gams, Series episcoporum Ecclesiae Catholicae, Graz, 1957, p. 706
- (en latín) Konrad Eubel, Hierarchia Catholica Medii Aevi, vol. 2, p. 137-138 e 195; vol. 3, pp. 248-249; vol. 4, p. 247; vol. 5, pp. 112-274; vol. 6, pp. 294-295